# كوسوكي تاكاهاشي
كوسوكي تاكاهاشي (باليابانية: 高橋浩祐؛ بالكانا: たかはし こうすけ) هو صحفي ياباني، ولد في 1968 في كاواساكي في اليابان.